# Yamasee-Krieg

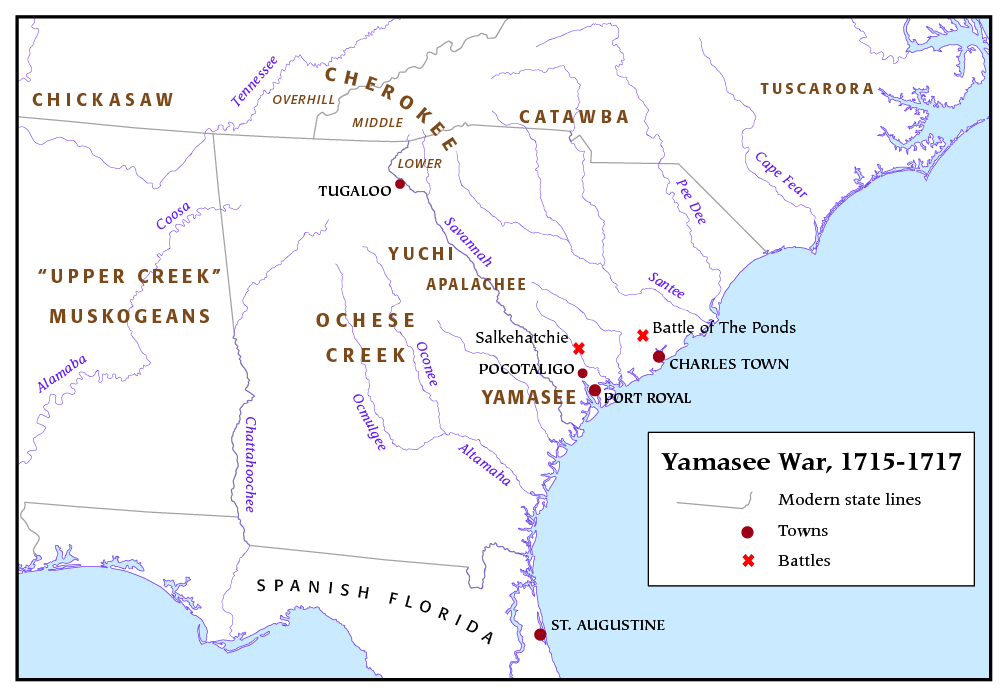
Übersichtskarte des Yamasee War

Der Yamasee-Krieg (engl. Yamasee War, weitere Schreibweise Yemassee War) war ein von 1715 bis 1717 andauernder Konflikt zwischen der Provinz Carolina und verschiedenen Stämmen amerikanischer Ureinwohner, darunter die Yamasee, Creek, Cherokee, Chickasaw, Catawba, Apalachee, Apalachicola, Yuchi, Savannah River Shawnee, Congaree, Waxhaw, Pee Dee, Cape-Fear-Indianer, Cheraw und viele andere. Einige dieser indianischen Gruppen spielten nur eine unwesentliche Rolle in dem Konflikt, während andere Stämme Überfälle im gesamten Gebiet des heutigen South Carolina verübten. Hunderte Siedler wurden getötet und viele Siedlungen zerstört. Händler, die mit den Indianern Tauschgeschäfte abschlossen und überwiegend auch unter ihnen lebten, wurden im gesamten Südosten des Landes getötet. Im Verlauf des Krieges wurden weite Teile des besiedelten Gebietes South Carolinas aufgegeben. Die Kolonisten flohen nach Charles Town, in dem kurz darauf die Vorräte knapp wurden und die Menschen verhungerten. Während des Jahres 1715 war das Überleben der Provinz fraglich, erst als sich die Cherokee 1716 mit den Caroliniern verbündeten und die Creek angriffen, wandte sich das Blatt. Die letzten bedeutenden Feinde South Carolinas zogen sich 1717 aus dem Konflikt zurück und hinterließen der erschütterten Kolonie einen zerbrechlichen Frieden.
Der Yamasee-Krieg war einer der bedrohlichsten Kriege für die Entwicklung des kolonialen Amerikas und hat die Kolonie verändert. Durch diesen Konflikt wurde die europäische Vorherrschaft vor eine ihrer ernsthaftesten Herausforderungen durch amerikanische Indianer gestellt, über ein Jahr bestand für South Carolina die reale Möglichkeit, vollständig vernichtet zu werden. Über sieben Prozent der gesamten weißen Bevölkerung South Carolinas wurde getötet, damit hat dieser Krieg mehr Opfer gefordert als der King Philip’s War, der oft als der blutigste in der Geschichte der Indianerkriege beschrieben wird.
Die geopolitische Situation veränderte sich radikal, sowohl für die britischen, spanischen und französischen Kolonien als auch für die indigenen Völker des Südostens, insbesondere für South Carolina war diese kriegerische Auseinandersetzung ein Schlüsselmoment in seiner Geschichte. Der Krieg bezeichnet das Ende der frühen Phase der Kolonialisierung des amerikanischen Südens. Hinzu kam, dass als Folge des Krieges mehrere Stämme der Indianer untereinander neue Bündnisse eingingen und indianische Nationen entstanden, beispielsweise die Catawba und der Creek-Bund.
Die Ursachen des Krieges sind komplex und stellen sich für die vielen beteiligten Stämme unterschiedlich dar, ebenso variierte die Beteiligung. Einige Stämme kämpften bis zum bitteren Ende, andere waren eher beiläufig beteiligt, manche Stämme teilten sich, während andere die Seiten wechselten. Es kann kein zentraler und einfacher Grund für den Ausbruch des Krieges gefunden werden, aber einige der entscheidenden Faktoren waren das Handelssystem, der Missbrauch der Handelsabkommen, der Sklavenhandel mit Indianern, die übermäßige Bejagung der Hirsche für den Handel mit Hirschfellen, steigende Schulden der Indianer bei gleichzeitig zunehmendem Wohlstand der Siedler, Übergriffe auf indianisch besetztes Land und die zunehmende Ausbreitung der Reisplantagen. Eine Rolle spielte außerdem der wachsende Einfluss der Franzosen, die eine Alternative zu den britischen Händlern anboten, die langen und engen Verbindungen der Ureinwohner ins spanisch beeinflusste Florida. Der Konkurrenzkampf um die Macht innerhalb der indianischen Stämme beförderte den Krieg ebenso wie eine zunehmende und stabile Kommunikation zwischen den Stämmen sowie vorangegangene militärische Erfahrungen mit verbündeten Stämmen, die sich zuvor nicht sehr nahestanden.

## Vorgeschichte und Hintergründe
Übersicht: Zeittafel der Indianerkriege

### Unzufriedenheit mit der Kolonialmacht
In den Konflikt waren viele Stämme der amerikanischen Ureinwohner involviert, jeder einzelne dieser Stämme hatte individuelle Gründe, sich an dem Aufstand gegen South Carolina zu beteiligen. Übergreifend ist die Feststellung, dass der Handel und der Missbrauch der Handelsbeziehungen zwischen den Briten und den Indianern zu Spannungen führte, nicht in allen Fällen jedoch so entscheidend, dass sich dies als alleinige Ursache für die sich steigernde Unruhe unter den Stämmen ausmachen ließe. Die zunehmende Ausdehnung der Plantagen und Siedlungen stellte für den Lebensraum einiger Völker eine weitere Bedrohung dar. Ob und wie die Spanier, die Florida kolonisierten, und die Franzosen mit ihrem zunehmenden Interesse an der neuen Welt an der Schürung weiterer Unzufriedenheit beteiligt waren, ist unklar, beide Nationen boten aber den Indianern eine Alternative zu den in ihrem Siedlungsgebiet vorherrschenden britischen Einwanderern. Ein weiterer Punkt war das Machtstreben einzelner Stämme, zuletzt manifestiert im kurz vorher stattfindenden Tuscarora-Krieg, der die Machtverhältnisse innerhalb der indianischen Stammesfürstentümer und Stämme des Südostens verschoben hatte und der den Indianern neue Verbindungen und eine intensivere Kommunikation zwischen den Stämmen eröffnete.
Neuere Forschungen, wie die von William L. Ramsey in The Yamasee War: A Study of Culture, Economy, and Conflict in the Colonial South dargestellt, gehen davon aus, dass ein zusätzlicher Aspekt die gesellschaftlichen Unterschiede und das gegenseitige Unverständnis zwischen den europäischen Siedlern und den Ureinwohnern der Region gewesen sein könnten. Beispielsweise respektierten die britischen Siedler die von den Cherokee sozial geächtete Missachtung von Frauen nicht, es kam mehrfach zu Übergriffen und Vergewaltigungen durch britische Händler, die die Stämme als Angriff auf ihre Tradition und Kultur verstanden.

### Folgen des Tuscarora-Krieges
Der Tuscarora-Krieg und seine weitreichenden Folgen spielten eine entscheidende Rolle für den Ausbruch des Yamasee-Krieges. Im Kampf gegen die Tuscarora, die 1711 begannen die Siedlungen der Province of North Carolina anzugreifen, stellte die Province of South Carolina Armeen auf, die weitgehend aus indigenen Truppen bestanden. Diese Indianer wurden in einem großen Gebiet von unterschiedlichen Stämmen angeworben, teilweise auch aus Gruppen, die traditionell miteinander verfeindet waren. Stämme, die Soldaten für die Armee South Carolinas stellten, waren unter anderen die Yamasee, Catawba, Yuchi, Apalachee, Cusabo, Wateree, Sugeree, Waxhaw, Congaree, Pee Dee, Cape Fear, Cheraw, Saura, Cherokee und verschiedene Creek-Gruppierungen.
Diese militärische Zusammenarbeit unter Anleitung der kolonialen Offiziere sorgte für eine engere Verbindung und deutlich intensivierte Kommunikation unter den beteiligten Stämmen. Die Indianer erkannten in diesem Zusammenhang die Uneinigkeit im Gefüge der Provinzen und die Schwächen der einzelnen britischen Kolonien, insbesondere als sich South Carolina, North Carolina und Virginia wegen verschiedener Aspekte des Tuscarora-Krieges beinahe überwarfen. Im Endeffekt waren alle Stämme, die auf Seiten South Carolinas im Tuscarora-Krieg gekämpft hatten, während des nur zwei bis drei Jahre später stattfindenden Yamasee-Krieges unter den verbündeten Angreifern der Kolonie. Am Ende des Tuscarora-Krieges hatte die Bevölkerung des mächtigen Stammes der Tuscarora weit über 1.000 Mitglieder verloren und sich weitgehend zurückgezogen, was anderen Stämmen die Gelegenheit gab, sich besser zu positionieren.

### Yamasee
Die Yamasee, die meist als ein Stamm beschrieben werden, was allgemein eine politische und ethnische Einheit impliziert, waren kein einheitliches Volk, sondern bestanden aus den Überlebenden und den Resten anderer Stämme und Stammesfürstentümern. Darunter waren beispielsweise die Guale und Gruppen, die aus den Provinzen Tama und Ocute im Binnenland Georgias stammten. Die Yamasee entwickelten sich während des 17. Jahrhunderts im umkämpften Grenzgebiet zwischen South Carolina und der spanischen Kolonie Florida. Zunächst waren sie Verbündete der Spanier, zogen jedoch im späten 17. Jahrhundert nach Norden und wurden bald die wichtigsten indianischen Verbündeten South Carolinas. Der Stamm lebte unweit der Mündung des Savannah River und im Gebiet des Port Royal Sound.
Die Yamasee profitierten jahrelang von ihren Beziehungen zu den Briten, aber ab 1715 war es schwierig für den Stamm, die zwei meistgefragten Handelsgüter im Handel mit den Briten zu beschaffen: Hirschleder und indianische Sklaven. So nahe am Siedlungsgebiet der Kolonisten und mit einer stark gestiegenen Nachfrage nach Hirschleder, wurden die Hirsche im Territorium der Yamasee selten. Nach dem Tuscarora-Krieg waren auch die Möglichkeiten, andere Stämme zu überfallen und die von den Briten dringend benötigten Sklaven zu rauben, eingeschränkt. In der Folge wurde der Stamm zunehmend unwichtiger für die Kolonie und verschuldete sich bei den britischen Händlern, da die britischen Handelsgüter weiterhin auf Kredit an die Indianer geliefert wurden. 1715 boomte der Reisanbau in South Carolina und große Flächen des für den Anbau geeigneten Landes wurde in Besitz genommen. Ein Teil dieses Landes war den Yamasee nach dem Tuscarora-Krieg zugesprochen worden und eignete sich hervorragend für den Bau von Reisplantagen. Für die Yamasee stellte sich unter diesen Umständen nicht die Frage, ob sie kämpfen sollten, sondern wann. Es ist nicht bekannt, ob die Yamasee die treibende Kraft hinter der aufrührerischen Stimmung und den Kriegsplänen unter den Indianern waren.

### Rolle der Ochese Creek und anderer Stämme
Die Ochese Creek, die heute als Lower Creek (dt.: Untere Creek) bezeichnet werden, waren vermutlich maßgeblich daran beteiligt, Unterstützung für den Krieg bei den anderen Stämmen zu mobilisieren. Jeder der vielen Stämme, der sich schließlich am Krieg beteiligte, hatte eigene, genauso komplexe und tief in der Vergangenheit verwurzelte Gründe sich zu beteiligen wie die Yamasee. Obwohl es keine große Verschwörung vieler Stämme gab, die einen koordinierten Angriff planten, stieg die Unruhe unter den Stämmen kontinuierlich an und in der Kommunikation der Stämme untereinander wurde über einen möglichen Kriegsausbruch diskutiert. Im Frühjahr 1715 war die wachsende Stimmung zugunsten eines Krieges so beunruhigend geworden, dass einige Indianer die Kolonisten vor der drohenden Gefahr warnten. Diese Warnungen deuteten auf die Ochese Creek als wesentlichen Aggressor hin.

## Verlauf des Krieges

### Massaker von Pocotaligo
Als die Warnungen hinsichtlich eines möglichen Aufstandes der Indianer, an dem die Ochese Creeks beteiligt sein sollten, die Regierung South Carolinas erreichte, wurden diese ernst genommen. Eine Gruppe Botschafter wurde sofort in den Hauptort der Yamasee nach Pocotaligo unweit des heutigen Yemassee in South Carolina entsandt. Sie hofften die Unterstützung der Yamasee zu gewinnen, um sofortige Verhandlungen mit den Führern der Ochese Creek zu arrangieren.
Die Gruppe, die nach Pocotaligo reiste, umfasste mindestens sechs Männer, darunter Samuel Warner und William Bray, die vom „Board of Commissioners“, der Regierung South Carolinas, geschickt wurden. Sie wurden begleitet von Thomas Nairne und John Wright, zwei der wichtigsten Persönlichkeiten des Handels zwischen der Kolonie und den Indianern. Zwei weitere, Seymour Burroughs und ein unbekannter Bürger der Kolonie, waren ebenfalls Besucher der Yamasee. Als die Delegation am 14. April 1715 in dem Dorf ankam, war ihnen bereits das Gerücht vorausgeeilt, sie seien als Spione und nicht als Botschafter zu den Yamasee gekommen. Für drei indianische Anführer, den Dorfoberhäuptern von Pocotaligo und Salkehatchie, einem weiteren Dorf des Stammes, sowie einen Krieger der Ochese Creek, war das Gerücht der Spionage ausschlaggebend. Die an diesem Tag anscheinend erfolgreichen Verhandlungen mit den Verantwortlichen der Stämme vermittelten den Botschaftern das Gefühl, erfolgreich eine Eskalation verhindert zu haben.
In der Nacht, als die Besucher schliefen, schmückten sich diese drei Männer mit ihrer Kriegsbemalung und weckten anschließend die Delegation gemeinsam mit einigen ihrer Unterstützer. Von den sechs Männern konnten zwei fliehen. Seymour Burroughs erreichte, obwohl zweimal angeschossen, das Gebiet um Port Royal und alarmierte die Bevölkerung, während Nairne, Wright, Warner und Bray ermordet wurden. Der unbekannte Carolinier konnte ebenfalls fliehen und versteckte sich in den nahe gelegenen Wäldern. Dort beobachtete er, wie Thomas Nairne langsam zu Tode gefoltert wurde, ein Akt des Respektes, den die Indianer vor einem ihrer bisherigen Freunde empfanden.
Diese Ereignisse, die in den Morgenstunden des Karfreitags am 15. April 1715 stattfanden, bezeichnen den Beginn des Yamasee-Krieges. Es gab, obwohl nicht alle Stammesmitglieder den Krieg befürworteten, offensichtlich keinen anderen Weg mehr. Die Yamasee entschlossen sich, vor der zu erwartenden Reaktion Governer Charles Cravens und der Miliz South Carolinas so viel Schaden wie möglich anzurichten und den Überraschungseffekt zu nutzen.

### Angriffe der Yamasee und Gegenangriffe der Kolonisten
Die Yamasee stellten auf schnellstem Wege zwei Gruppen von Kriegern auf, bestehend aus mehreren hundert Mann, die noch am Tag der Morde in Pocotaligo loszogen. Eine der Gruppen griff die Siedlungen bei Port Royal an, aber diese waren durch Seymour Burrough gewarnt worden. Dieser hatte trotz schwerer Verwundungen die Plantage von John Barnwell unweit Seabrook auf seiner Flucht vor den Indianern erreicht und Alarm ausgelöst. Zufälligerweise lag ein gekapertes Schmugglerschiff im Dock von Port Royal und bis die Indianer die Siedlungen erreicht hatten, waren bereits Hunderte von Siedlern auf dem Schiff in Sicherheit gebracht worden. Viele andere Siedler waren mit Kanus geflohen. Die Indianer steckten die Siedlungen in Brand und kehrten nach Pototaligo zurück.
Die zweite Gruppe drang in das Gebiet von Saint Bartholomew’s Parish im heutigen Colleton County ein. In den weiter verstreuten Gehöften und Plantagen war kein Alarm vor dem zu erwartenden Angriff gegeben worden und so trafen die Krieger auf völlig überraschte und weitgehend wehrlose Kolonisten. Die Indianer plünderten, steckte Plantagen in Brand, nahm Gefangene und tötete über einhundert Siedler und Sklaven. Die überlebenden Kolonisten flohen nach Charles Town. Dieser Angriff traf die Siedler hart, nicht nur waren alle britischen Händler in der Region getötet worden, auch die bislang gültige Grenze der Kolonie war zerstört worden.
Der Yamasee-Krieg war die erste wirkliche Herausforderung für die hastig zusammengerufenen Milizen South Carolinas. Governor Craven beschloss die Aufteilung der Milizen in zwei Angriffstruppen. Die eine, von ihm selbst angeführt, sollte gegen das Dorf Yamasee geführt werden, die andere unter der Leitung Barnwells sollte Pocotagligo zerstören. Für die indianischen Krieger gab es angesichts der Bedrohung ihrer Dörfer nur die Möglichkeit ihre traditionell kleinen Gruppen von Kriegern zusammenzuziehen und die Miliz unter Cravens Führung anzugreifen, während der Rest des Stammes nach Süden floh, um in behelfsmäßigen Forts Schutz zu suchen. Nahe der indianischen Siedlung Salkehatchie am Ufer des Salkehatchie River trafen die Milizen Cravens und die Indianer schließlich auf offenem Gelände aufeinander. Es entwickelte sich eine klassische Feldschlacht, worauf Craven und die Offiziere der Milizen gehofft hatten und die für die Indianer aufgrund ihrer bevorzugten Guerilla-Taktiken denkbar schlecht geeignet war.
Mehrere hundert Krieger griffen die etwa 240 Milizionäre an. Die Yamasee versuchten die Kolonisten zu umgehen, konnten ihr Ziel jedoch nicht erreichen. Nachdem mehrere führende Krieger getötet worden waren, flüchteten die Indianer vom Schlachtfeld und verschwanden in den nahe gelegenen Sümpfen. Obwohl die Verluste auf beiden Seiten mit etwa 24 Mann gleich hoch waren, war die Schlacht ein deutlicher Sieg der Siedler. Kleinere Gruppen der Milizen zwangen die Yamasee in weiteren kleinen Gefechten zum Kampf und errangen eine Reihe weiterer Siege.
Barnwell und Alexander MacKay, der bereits Erfahrungen in Kriegen gegen Indianer hatte, führten ihre etwa 140 Mann starkte Truppe nach Süden. Die indianische Siedlung, die Ziel ihres Angriffs war, war weitgehend geräumt worden. Sie fanden die Stammesangehörigen in einem ein von Palisaden geschützten Lager knapp sieben Kilometer von Pocotagligos und attackierten die Gruppe von etwa 200 Yamasee, die sich in das behelfsmäßige Fort zurückgezogen hatten. Nachdem eine Gruppe Carolinier unter Führung des später in den Kolonien als Indianerkrieger bekannten John Palmers über die Palisaden gelangt waren, beschlossen die Yamasee sich zurückzuziehen. Außerhalb des Lagers gerieten sie in einen von MacKay und weiteren 100 Männern gelegten Hinterhalt in den umliegenden Wäldern. Die meisten der Indianern wurden in diesem Hinterhalt getötet oder gefangen genommen, ein kleiner Rest konnte fliehen.
Ein kleineres Gefecht fand im Sommer 1715 statt und wurde als der „Daufuskie Fight“ bekannt. Eine carolinische Bootsbesatzung schaffte es, eine Gruppe Yamasee in einen Hinterhalt zu locken und 35 Indianer zu töten, während sie selbst nur einen Mann verloren.
Diese wichtigen Siege im südlichen Grenzgebiet der Kolonie trieben die Yamasee weiter nach Süden und nach kurzer Zeit beschlossen die Überlebenden des Stammes in die Umgebung des Altamaha River zu ziehen. Weitere Angriffe durch die Yamasee und eine Wiederbesiedlung der Region um den Port Royal Sound wurden abgewendet, auch wenn es weiterhin gelegentlich zu kleineren Übergriffen durch die Indianer kam. Mit der Vertreibung der Yamasee wurde die südliche Grenze beruhigt, der Schwerpunkt des Krieges verlagerte sich an die nördlichen und westlichen Grenzregionen South Carolinas die durch die etwa 9000 Krieger der Creek und ihrer Alliierten bedroht wurden.

### Tod britischer Händler
Während in den ersten Wochen die Yamasee den Siedlern am meisten Sorgen machten, wurden britische Händler im gesamten Südosten von Indianern gestellt und meist auch getötet. Zum Beginn des Krieges waren um die 100 Händler in der Region unterwegs, etwa 90 von ihnen wurden in den ersten paar Wochen getötet. Stämme, die sich an der Ermordung der Händler beteiligten waren unter anderen das Volk der Creek (Ochese, Tallapoosa, Abeika, und Alabama Stämme), die Apalachee, Chickasaw, Choctaw, Catawba und Cherokee.

### Nordfront
Im ersten Monat des Krieges hoffte South Carolina auf Unterstützung durch die im Norden lebenden Indianer, beispielsweise die Catawba. Aber die ersten Nachrichten, die aus dem Norden kamen, besagten, dass die britischen Händler unter den Catawba und Cherokee getötet worden waren. Die Catawba und die Cherokee hatten die Händler nicht zu einem so frühen Zeitpunkt angegriffen wie die im Süden lebenden Indianer, da beide Stämme sich nicht einig waren, welche Richtung sie einschlagen wollten. Aber etliche Ereignisse und Gerüchte förderten eine wachsende Feindseligkeit im Norden. Einige Händler aus Virginia wurden später beschuldigt, die Catawba aufgestachelt und in den Krieg mit South Carolina getrieben zu haben. Bemerkenswerterweise wurden die Händler aus Virginia verschont, als die Catawba sich entschlossen, die Händler aus South Carolina zu töten.
Im Mai 1715 schickten die Catawba Truppen gegen South Carolina. Eine Gruppe mit etwa 400 Kriegern der Catawba, die von 70 Cherokee begleitet wurden, bildeten eine Truppe, die den Norden South Carolinas terrorisierte. Im Juni ritten 90 Mann Kavallerie unter Captain Thomas Barker als Antwort darauf in den Norden. Die indianischen Truppen erfuhren im Voraus davon und es gelang ihr, einen Hinterhalt für die Truppe Barkers zu legen, die völlig ausgelöscht wurde. Eine weitere Truppe der Catawba und Cherokee griff ein behelfsmäßiges Fort auf der Plantage Benjamin Schenkinghs an, etwa 20 Menschen wurden getötet. Nach diesem Angriff verfügte South Carolina über keine Verteidigungsstellung mehr zwischen den aufständischen Indianern im Norden und dem wohlhabenden Goose Creek District nördlich von Charles Town.
Bevor die indianischen Truppen vom Norden her Charles Town selbst angreifen konnten, kehrten die meisten Cherokee in ihre Siedlungen zurück, sie hatten von wichtigen und entscheidenden Entwicklungen in ihren Dörfern gehört. Die übrig gebliebenen Catawba standen damit plötzlich alleine einer schnell zusammengerufenen Miliz unter dem Kommando George Chickens gegenüber. Am 13. Juni 1715 stellte die Miliz unter Chicken den indianischen Truppen eine Falle, diese Schlacht wurde später als Schlacht der Teiche (Battle of the Ponds) bekannt. Das Ergebnis war eine Niederlage der Indianer, die zwar über hervorragende Fähigkeiten im Guerillakrieg verfügten, aber nicht an Schlachten mit sich gegenüberstehenden Truppen gewöhnt waren. Nachdem die Catawba in ihre Dörfer zurückgekehrt waren, wurde erneut über die Situation diskutiert und der Stamm entschied sich für Frieden. Im Juli 1715 erreichten Diplomaten der Catawba Virginia um den Briten nicht nur auf Frieden, sondern auch militärische Unterstützung für South Carolina anzubieten.

### Creek und Cherokee
Die Ochese Creek waren wahrscheinlich mindestens ebenso stark an der Anstiftung zum Aufruhr beteiligt wie die Yamasee. Als der Krieg ausbrach, töteten sie umgehend alle Händler aus South Carolina, die sich in ihrem Gebiet aufhielten, genauso wie die restlichen Creek, die Choctaw, Chickasaw und Cherokee. Zwischen den Ochese Creek und South Carolina lagen als Puffer noch mehrere kleinere Stämme wie die Yuchi, Savannah River Shawnee, Apalachee und Apalachicola. Im Sommer 1715 begannen diese Stämme mit einer Serie mehrerer erfolgreichen Überfällen auf die besiedelten Gebiete South Carolinas. Obwohl einige Ochese an diesen Übergriffen beteiligt waren, verhielten sie sich eher vorsichtig, nachdem sich die Gegenangriffe der Carolinier als effektiv erwiesen hatten. Die kleineren Gruppen der Indianer flohen aus dem Bereich des Savannah River und viele fanden Schutz bei den Ochese Creek. Dort wurden schließlich auch die Pläne für den nächsten Abschnitt des Krieges entwickelt.
Die Upper Creek (dt.: Oberen Creek) waren nicht so entschlossen den Krieg gegen South Carolina zu erklären, aber hatten immer noch höchsten Respekt vor den Ochese Creek (Unteren Creek). Eine Beteiligung an deren Kriegszug war für die Upper Creek bei einem guten Angebot für ihre Beteiligung durchaus denkbar. Ein Punkt der Verhandlungen waren die Handelswaren. Englische Waren aus South Carolina, inklusive Waffen, waren für alle Stämme der Creek lebensnotwendig geworden. Mit einem bevorstehenden Krieg gegen die Briten, interessierten sich die Creek für die Franzosen und die Spanier als potentielle Handelspartner. Diese waren mehr als bereit die Creek zu versorgen, konnten aber weder die Menge noch die Qualität anbieten, die bislang von den Briten geliefert worden war. Musketen, Schießpulver und Kugeln wurden im Falle eines Einmarsches der Creek in South Carolina besonders notwendig. Die Oberen Creek sträubten sich weiterhin gegen einen Krieg, dennoch konnten die Creek während des Yamasee-Krieges engere Bande zu den Franzosen und den Spaniern schmieden.
Die Ochese Creek hatten weitere Verbindungen, beispielsweise zu den Chickasaw und Cherokee. Die Chickasaw hatten allerdings sofort nachdem sie die Händler in ihrem Gebiet getötet hatten, wieder Frieden mit South Carolina geschlossen. Sie hatten erklärt, die in ihren Siedlungen getöteten Händler seien den Creek anzulasten – eine Ausrede, die South Carolina freudig akzeptierte. Dadurch wurde die Haltung der Cherokee zu einem strategisch wichtigen Punkt.
Diese waren gespalten, die Lower Cherokee (dt. Unteren Cherokee), deren Gebiet am nächsten zu South Carolina lag, tendierten dazu den Krieg zu unterstützen. Einige nahmen an den Attacken der Catawba auf die Siedlungen der Kolonisten am Santee River teil. Die Overhill Cherokee, deren Stammesgebiet am weitesten von South Carolina entfernt lag, wollten eher eine Allianz mit South Carolina und einen Krieg gegen die Creek führen. Einer der Dorf-Häuptlinge, die die Idee, sich mit South Carolina zu verbünden, stark förderte, war Caesar von den Middle Cherokee (dt. Mittlere oder Zentrale Cherokee).
Im Spätjahr 1715 besuchten zwei Händler aus South Carolina die Cherokee und kehrten mit einer großen Delegation Cherokee nach Charles Town zurück. Eine Allianz wurde gegründet und Pläne für einen Krieg gegen die Creek entwickelt. Im Folgemonat unterließen es die Cherokee jedoch sich wie geplant in Savannah Town mit den Truppen South Carolinas zu vereinen. South Carolina schickte daraufhin eine Expedition mit über 300 Soldaten zu den Cherokee, die im Dezember 1715 eintrafen. Sie teilten sich auf und besuchten die wichtigsten Siedlungen der Lower, Middle und Upper Cherokee und erkannten schnell, wie uneins sich die Cherokee waren. Während des Winters reiste der Häuptling Caesar durch die verschiedenen Siedlungen des Volkes und versuchte Unterstützer für einen Krieg gegen die Creek zu finden. Zur selben Zeit drängten andere respektierte und einflussreiche Häuptlinge auf Vorsicht und Geduld, unter ihnen auch Charitey Hagey, den die South Carolinier „the Conjurer“ nannten. Charitey Hagey stammte aus dem Cherokee-Dorf Tugaloo, eine der Siedlungen der Lower nahe an South Carolina. Viele dieser Cherokee standen einem Frieden mit South Carolina positiv gegenüber, waren aber nicht bereit gegen andere Stämme als die Yuchi und Savannah River Shawnee zu kämpfen.
Den South Caroliniern wurde mitgeteilt, dass die Bewohner der Lower Towns ein Verhandlungsangebot, eine „flag of truce“, an die Creek geschickt hatten und das eine Delegation der führenden Cherokee versprochen hatte zu kommen. Charitey Hagey und seine Unterstützer schienen einen neutralen Verhandlungsort für die Friedensverhandlungen zwischen den Creek und South Carolina anzubieten und sie überzeugten South Carolina, von seinen Plänen für einen Krieg abzusehen. Stattdessen versuchten die South Carolinier den ganzen Winter, Caesar und die für den Krieg stimmenden Cherokee vom Frieden zu überzeugen.

### Massaker von Tugaloo
Am 27. Januar 1716 wurden die South Carolinier nach Tugaloo gerufen, wo sie feststellten, dass die Delegation der Creek angekommen und 11 oder 12 von ihnen von den Cherokee getötet worden waren. Die Cherokee behaupteten die Delegation sei in Wirklichkeit eine Truppe mit mehreren 100 Creek und Yamasee gewesen, die beinahe erfolgreich den Truppen der South Caroliniern einen Hinterhalt gelegt hätten. Es ist unbekannt, was tatsächlich in Tugaloo geschah. Dass sich die Cherokee und Creek ohne Beteiligung South Carolinas im Stillen getroffen hatten, legt nahe, dass die Cherokee zu diesem Zeitpunkt immer noch uneins waren, ob man sich den Creek anschließen sollte, um South Carolina anzugreifen oder umgekehrt. Es ist denkbar, dass die Cherokee als recht neue Handelspartner South Carolinas hofften, die Creek als wichtigsten Handelspartner South Carolinas zu ersetzen. Welche Faktoren auch immer letztendlich zu den Morden geführt haben, ihnen ging wahrscheinlich eine hitzige und unvorhersagbare Debatte voraus, die, wie das Massaker von Pocotaligo, durch die Morde in einer unausweichlichen Situation endete. Nach dem Massaker von Tugaloo gab es für die Cherokee nur noch die Lösung, sich mit South Carolina zu verbünden und gegen die Creek Krieg zu führen.
Die Allianz zwischen den Cherokee und South Carolina beendete alle Pläne eines größeren Einmarsches der Creek in South Carolina. Zur selben Zeit strebte South Carolina friedliche Beziehungen zu den Creek an und wollten keinen Krieg mit ihnen führen. Obwohl South Carolina die Cherokee mit Waffen und Handelsgütern versorgte, gaben sie den Cherokee nicht die militärische Unterstützung, die die für den Krieg stimmenden Cherokee sich gewünscht hatten. Es gab Siege der Cherokee in den Jahren 1716 und 1717, aber die Gegenangriffe der Creek untergruben den von Anfang an geteilten Willen der Cherokee nach einem fortdauernden Krieg. Dennoch führten die Creek und die Cherokee über Generationen hinweg kleinere Angriffe aufeinander durch.
Als Reaktion auf das Massaker von Tugaloo und die Angriffe der Cherokee unternahmen die Ochese Creek strategische Verteidigungsmaßnahmen im Frühjahr des Jahres 1716. Sie zogen alle ihre Dörfer aus dem Ocmulgee-River-Becken an den Chattahoochee River zurück. Ursprünglich hatten die Ochese Creek am Chattahoochee, wanderten jedoch um näher bei South Carolina zu sein, 1690 an den Ocmulgee River und seinen Zufluss, den Ochese Creek, von dem sie ihren Namen hatten. Ihre Rückkehr an den Chattahoochee River 1716 war also weniger Flucht als vielmehr Wiederherstellung der früheren Gegebenheiten. Die Entfernung zwischen dem Chattahoochee und Charles Town schützte die Indianer vor einem möglichen Angriff South Carolinas.
1716 und 1717, nachdem kein größerer Angriff der Cherokee-Britischen Truppen erfolgte, sahen sich die Lower Creek in einer Position erweiterter Macht und fuhren fort, ihre Feinde zu überfallen, die Briten, die Catawba und die Cherokee. Ohne den Handel mit South Carolina bekamen sie allerdings ernsthafte Engpässe im Nachschub an Waffen, Munition und Schießpulver. Auf der anderen Seite wurden die Cherokee von den Briten ausreichend mit englischen Waffen versorgt. Die Verlockung des Handels mit den Briten unterminierte die antibritischen Stimmen unter den Indianern. Im Frühjahr 1717 kamen ein paar Abgesandte aus Charles Town in das Gebiet der Creek und begannen vorsichtig, auf einen Frieden hinzuarbeiten.
Zur selben Zeit suchten andere Lower Creek nach Möglichkeiten, den Krieg fortzusetzen. Im Herbst 1716 reiste eine Gruppe, die einige der Muskogee Creek Nationen repräsentierte, zu den weit entfernten irokesischen Sechs Nationen in den Staat New York. Beeindruckt durch die diplomatischen Fähigkeiten der Creek schickten die Irokesen 20 ihrer eigenen Botschafter mit den Creek zurück nach Carolina. Die Irokesen und die Creek waren überwiegend daran interessiert, gegen ihre indianischen Feinde zu kämpfen, beispielsweise gegen die Catawba und die Cherokee. Für South Carolina war aber eine Allianz zwischen den Irokesen und den Creek etwas, das um jeden Preis verhindert werden musste. Als Antwort schickte South Carolina Abgesandte mit einer großen Ladung Handelswaren als Geschenk zu den Creek.

### Unsichere Grenzen
Nachdem die Yamasee und die Catawba sich zurückgezogen hatten, eroberte die Miliz South Carolinas verlassene Siedlungen zurück und versuchte die Grenzregionen zu sichern. Sie verwandelten einige der Wohnhäuser auf Plantagen zu behelfsmäßigen Forts. Die Miliz hatte sich in den offensiv geführten Schlachten gut geschlagen, war aber nicht in der Lage, die Grenzen gegen kleinere Überfälle zu sichern. Zahlreiche Mitglieder der Milizen begannen im Sommer 1715 zu desertieren, einige aus Angst um ihren Besitz und ihre Familie, andere verließen South Carolina ganz.
Als Antwort auf das Versagen der Milizen ersetzte Governor Craven sie durch eine professionelle Armee. Im August 1715 umfasste die neue Armee South Carolinas etwa 600 Bürger, 400 afroamerikanische Sklaven, 170 freundlich gesinnte Indianer und 300 Mann Truppen aus North Carolina und Virginia. Dies war das erste Mal, dass die Miliz in South Carolina aufgelöst und durch eine Berufsarmee ersetzt wurde. Bemerkenswert ist die hohe Anzahl von bewaffneten Sklaven, deren Besitzer für diesen Einsatz bezahlt wurden.
Aber auch diese Armee war nicht in der Lage, die Kolonie zu sichern, die feindlichen Indianer weigerten sich einfach, auf einem Schlachtfeld zu kämpfen und benutzten stattdessen Guerillataktiken, wie Hinterhalte oder kleinere Überfälle. Dazu kam, dass die Indianer über ein so großes Gebiet verfügten, dass es unmöglich war, eine Armee gegen sie zu schicken. Die Armee wurde deshalb nach dem Bündnis mit den Cherokee im Frühjahr 1716 aufgelöst.

### Kriegsende
Nachdem so viele Stämme in den Krieg involviert waren, deren Beteiligung sich veränderte und variierte, gab es kein definierbares Ende des Krieges. Nach manchen Betrachtern war die zentrale Krise bereits nach einem oder zwei Monaten vorbei. Die Lords Proprietors der Kolonie hielten die Gefahr für die Kolonie nach den ersten paar Wochen für gebannt. Andere bezeichnen das Bündnis mit den Cherokee als das Ende des Konfliktes. Friedensverhandlungen und Verträge mit verschiedenen Creek- und Muskogeestämmen wurden im Spätjahr 1717 geschlossen. Allerdings hatten einige Stämme dem Frieden nie zugestimmt und standen weiterhin unter Waffen. Die Yamasee und die Apalachicola wanderten nach Süden, unternahmen aber bis weit in die 1720er noch Überfälle auf Siedlungen South Carolinas. Die Sicherung der Grenzen blieb problematisch.

## Nachwirkungen

### Politische Veränderungen in den Kolonien

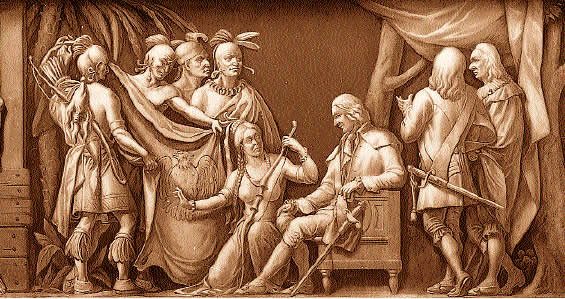
Oglethorpe bei den Verhandlungen mit den Muskogee

Obwohl es noch mehrere Jahre dauerte, führte der Yamasee-Krieg letztlich zum Sturz der Lords Proprietors durch South Carolina. Die Bewohner der Carolinas waren bereits vor dem Yamasee-Krieg mit dem System der als Eigentum verwalteten Kolonien unzufrieden gewesen, eine deutliche Verschärfung der Kritik am System wurde schließlich 1715 in der ersten Phase des Krieges laut. Die Situation zwischen der Bevölkerung und den Lords Proprietors verschlechtere sich in den Jahren danach zusehends. Um 1720 begann der Umwandlungsprozess von einer im Eigentum der Lords stehenden Kolonie hin zu einer Kronkolonie. Neun Jahre später, im Jahre 1729, wurden North und South Carolina offiziell zu Kronkolonien des britischen Empire erklärt.
Auch führte der Krieg zur Bildung der Kolonie Georgia. Obwohl noch andere Faktoren für die Gründung relevant waren, wäre die Errichtung der Kolonie ohne den Rückzug der Yamasee nicht möglich gewesen. Die wenigen verbliebenen Stammesangehörigen wurden als Yamacraw bezeichnet. James Oglethorpe verhandelte mit den Yamacraw, um das Land zu bekommen, auf dem er später die Hauptstadt der neuen Kolonie, Savannah erbaute.

### Konsequenzen für die indianische Bevölkerung
Im ersten Jahr des Krieges verloren die Yamasee etwa ein Viertel ihrer Bevölkerung, entweder wurden sie getötet oder versklavt. Die Überlebenden zogen nach Süden an den Altamaha River, in eine Region, die im 17. Jahrhundert bereits ihr Stammesgebiet gewesen war. Es war ihnen aber auch dort nicht möglich in Sicherheit zu leben und sie wurden zu Flüchtlingen. Das Volk, das in sich ethnisch gemischt war, spaltete sich in der Folge des Krieges auf. Über ein Drittel der Überlebenden entschied sich bei den Lower Creek zu leben und wurde später wahrscheinlich ein Teil des gerade entstehenden Creek-Bundes. Der größte Teil der Yamasee zog im Sommer 1715 gemeinsam mit den Überlebenden der Apalachicola in die Umgebung von St. Augustine in Florida. Trotz vieler Versuche, Frieden zu schließen, angestrebt sowohl durch Einzelpersonen aus South Carolina wie aus dem Stamm der Yamasee, hielt der Konflikt zwischen den beiden Parteien jahrzehntelang an. Die Yamasee Spanisch-Floridas wurden durch Krankheiten und andere Faktoren nach und nach dezimiert, die Überlebenden des Stammes wurden später Teil der Seminolen.
Die verschiedenen Muskogee-Stämme, die später den Creek-Bund bildeten, wuchsen nach dem Yamasee-Krieg enger zusammen. Die erneute Besetzung des Chattahoochee River durch die Ochese Creek, die dort gemeinsam mit den Überresten der Stämme der Apalachicola, Apalachee, Yamasee und anderen siedelten, schien den Europäern eine neue indianische Identität zu repräsentieren. Nach europäischer Auffassung benötigte diese Identität auch einen neuen Namen, den Spaniern erschien der Zusammenschluss wie eine Reinkarnation der Apalachicola Province des 17. Jahrhunderts, die britischen Siedler nannten die Gruppe üblicherweise Lower Creek.
Die Catawba absorbierten die Reste der nördlichen Stämme des Piedmont, beispielsweise die Cheraw, Congaree, Santee, Pee Dee, Waxhaw, Wateree, Waccamaw und Winyah, auch wenn diese Stämme noch für einige Zeit weitgehend unabhängig blieben und sich zunächst ihre kulturelle Identität bewahren konnten. Der Catawba-Bund ging aus dem Krieg als mächtigste indianische Kraft des Piedmont hervor, dies wurde noch verstärkt, als die Tuscarora nach Norden zogen, um sich den Irokesen anzuschließen. Ein Jahr nach dem Friedensschluss mit South Carolina im Jahre 1716 töteten einige Santee und Waxhaw etliche Kolonisten. Als Reaktion darauf forderte South Carolina die Catawba auf, über die beiden Stämme herzufallen und sie auszuschalten, was die Catawba auch taten. Überlebende Santee und Waxhaw wurden von den Catawba entweder als Sklaven oder als „Adoptivkinder“ in ihre Gesellschaft integriert. Der Stamm der Cheraw blieb auf Jahre hinaus feindlich gesinnt.